# Rhytidocassis
Rhytidocassis  (лат.) — род жуков щитоносок (Cassidini) из семейства листоедов, иногда рассматриваемый в качестве подрода в составе рода Cassida. 8 видов. Азия и Африка. Питаются растениями семейства Вьюнковые (Convolvulaceae): Ipomoea sp., Convolvulus nummularius, Ipomoea batatas, I. aquatica, I. fistulosa, I. obscura, I. palmata, I. violacea, Merremia emarginata, M. tridentata
.
- Rhytidocassis angulipennis Borowiec, 2002 — Намибия
- Rhytidocassis indicola (Duvivier 1892) — Бангладеш, Индия, Пакистан
- Rhytidocassis iranella (Lopatin 1984) — Иран
- Rhytidocassis limbiventris (Boheman 1854) — Африка
- Rhytidocassis lopatini Borowiec and Swietojanska, 2001 — Иран
- Rhytidocassis minuta (Boheman 1854) — ЮАР
- Rhytidocassis muelleri Spaeth, 1941 — Африка (Джибути, Эритрея)
- Rhytidocassis scutellaris (Klug, 1835 — Африка